# Suecia en los Juegos Olímpicos de Lake Placid 1980
Suecia estuvo representada en los Juegos Olímpicos de Lake Placid 1980 por un total de 61 deportistas que compitieron en 9 deportes.  
La portadora de la bandera en la ceremonia de apertura fue la esquiadora de fondo Eva Olsson.

## Medallistas
El equipo olímpico sueco obtuvo las siguientes medallas:
| Nombre           | Deporte            | Competición       |
| ---------------- | ------------------ | ----------------- |
| Oro              |                    |                   |
| Ingemar Stenmark | Esquí alpino       | Eslalon M         |
| Ingemar Stenmark | Esquí alpino       | Eslalon gigante M |
| Thomas Wassberg  | Esquí de fondo     | 15 km M           |
| Plata            |                    |                   |
| —                |                    |                   |
| Bronce           |                    |                   |
| Equipo           | Hockey sobre hielo | Torneo M          |